# Executor (ロケットエンジン)
Executorは一連のハースロケットとIAR 111 Excelsior 極超音速機のためにARCA Spaceによって開発されたロケットエンジンである。Executorはケロシン と液体酸素推進剤としてガス発生器サイクルで使用する。
Executorの噴射装置はアポロ計画で月着陸機のために最初に使用されたピントル式が採用された。
推進剤は単軸のデュアルインデューサー-インペラターボポンプで供給される。タービンの排気ガスはハース2ロケットの姿勢制御に使用される。

## 派生型
2型式のExecutorが開発された。Executorエンジンはハース2Bとスーパーハースロケットの1段目とIAR-111 Excelsior 航空機で使用される。2番目の派生型は真空中での運転に最適化された大型のノズルを備えるExecutor Plus エンジンである。Executor Plus は空中発射式ハース 2ロケットとスーパーハースロケットの2段目で使用される。

## エンジンの詳細
Executorは廉価で使い捨て可能なアブレーション冷却のシリカ-フェノールと炭素繊維複合材ノズルを使用して真空中で推力260 kN (27,000 kgf)を生み出す。エンジンのアブレーションノズルは180秒間の運転のために設計された。初期のエンジンの構造体ではシリカ-フェノール複合材で製造されたものの、外部構造体は炭素-エポキシだった。構造体の厚みは10mmから30mmである。アブレーション冷却と共にエンジンはケロシンを使用したフィルム冷却法を併用する。

## エンジン開発日程
Executorエンジンの製造は2011年11月にARCAで始まった。最初の地上試験は2012年の半ばを予定された。計画では2013年にハース2ロケットに搭載されて打上げられるまでに12基のエンジンが第一段階では製造される予定である。この最初のハース2ロケットの地上試験はグーグル ルナ Xプライズ競技のためのものである。この最初の飛行後、エンジンはIAR 111 Excelsior超音速機に搭載される予定である。